# Jan Népomucène Głowacki
Pour les articles homonymes, voir Głowacki.
Jan Népomucène Głowacki (1802 – 28 juillet 1847) est un peintre réaliste polonais de l'époque romantique, considéré comme le plus remarquable paysagiste du début du XIXe siècle en Pologne à l'époque des partages de la Pologne,. Głowacki étudie la peinture à l'École des Beaux-Arts de Cracovie et plus tard aux académies de Prague et de Vienne, ainsi qu'à Rome et à Munich. Il rentre à Cracovie en 1828, et devient professeur de peinture et de dessin. À partir de 1842, il est professeur à la Faculté de Peinture de Paysage de l'École des Beaux-Arts. Son travail peut être vu au Musée National de Pologne. Certains de ses travaux ont été pillés par l'Allemagne nazie pendant la seconde Guerre Mondiale et n'ont jamais été retrouvés.

## Œuvres
Głowacki naît à Cracovie, où il vit la plus grande partie de sa vie. Il prend ses premiers cours d'art avec le peintre Antoni Giziński, et entre 1819 et 1825 ils assistent aux ateliers de Józef Brodowski et Józef Peszka à l'École des Beaux-Arts de Cracovie. Il poursuit ses études à Prague, puis à l'Académie des Beaux-Arts de Vienne, auprès de Franz Steinfeld jusqu'en 1828. Il est à Rome en 1834-1835 puis termine ses études à Munich. Quand il est à l'étranger, il se fait appeler Jean Nepomuk Glowacki. À son retour de Vienne, Głowacki devient professeur d'art dans sa ville natale et un artiste prolifique. Il peint principalement des paysages de campagne et des paysages urbains, ainsi que des portraits, des scènes religieuses ou des scènes mythologiques. Il est influencé par l'école Viennoise du réalisme, ce qui apparaît dans ses études pour portrait. Les critiques d'art polonais le considèrent comme le père de l'école polonaise de peinture de paysage.
Głowacki est le premier artiste polonais, à consacrer toute une série d'œuvres aux montagnes des Tatras. Il est également le premier à produire des études pour ses peintures à l'huile lors de laborieuses excursions. Les paysages tels que "Vue de Poronin (1836) et "Morskie Oko" (1837) sont dites marquer le début du réalisme polonais dans la peinture de montagne. Ses représentations romantiques de Cracovie et de ses environs sont très populaires de son vivant grâce à un album de 24 gravures qu'il publie en 1836.
Il est marié et a un fils, Justyn Jan Głowacki, né en 1838, et une fille Émilie (ca 1840). Très peu de choses sont connues de sa vie personnelle.
|                         |
| Vue du château de Wawel |

|                            |
| Dolina Kościeliska, Tatras |

|                                    |
| Potok górski (Torrent de montagne) |

|                    |
| Krajobraz z Ojcówa |